# Monumento ai caduti di Dogali

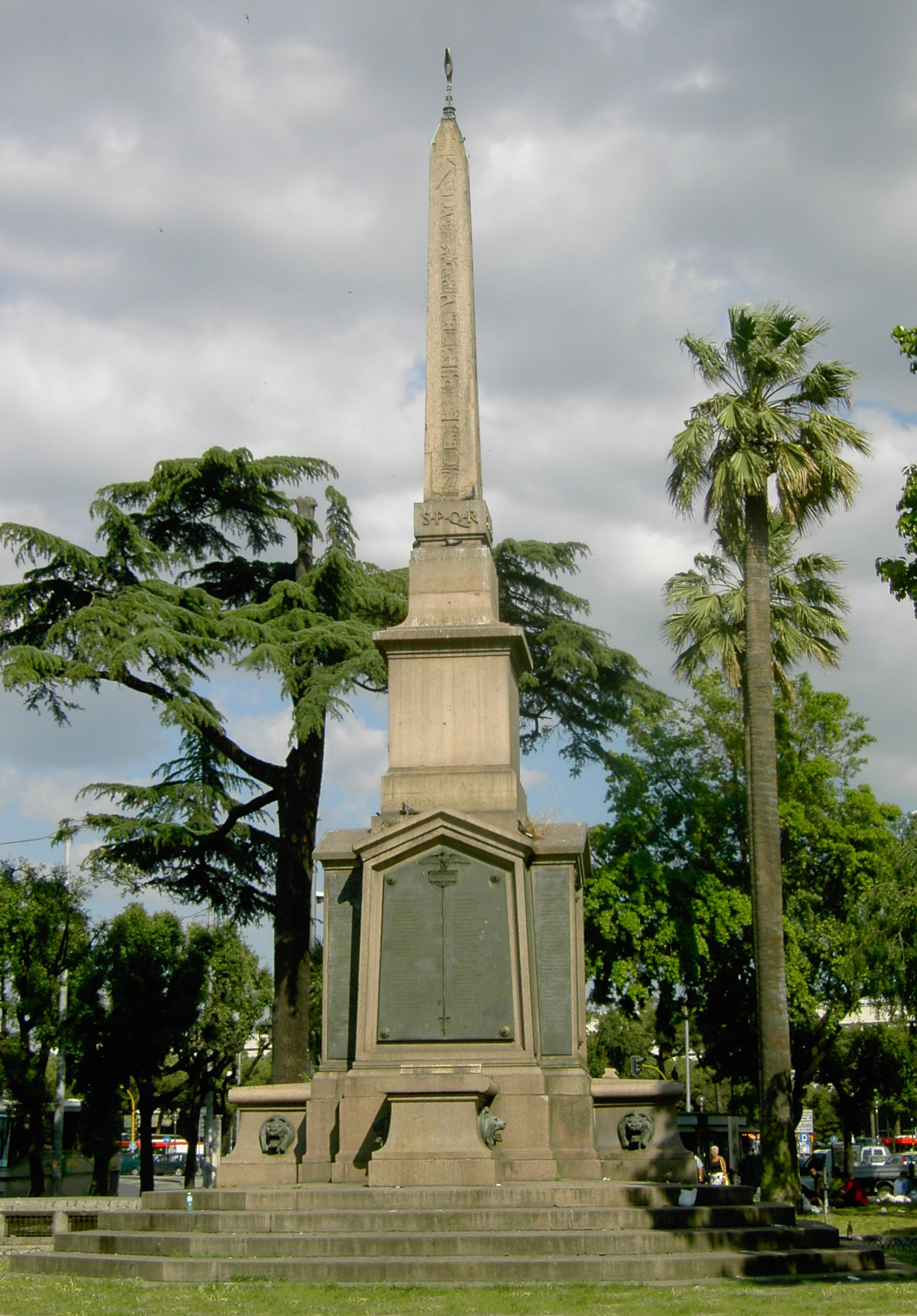
Il monumento ai caduti di Dogali a Roma.

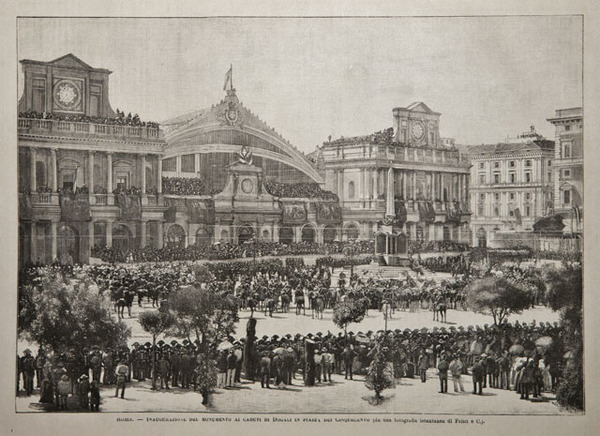
L'inaugurazione del monumento davanti alla stazione Termini nel 1887.

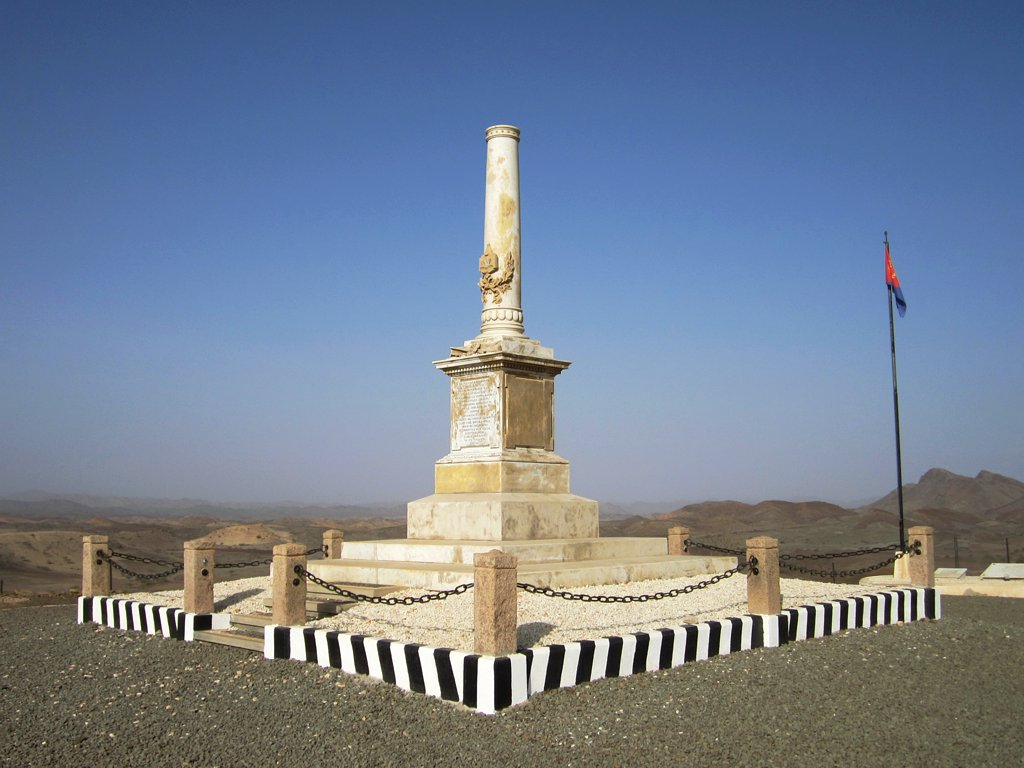
L'altro monumento ai caduti italiani nella città di Dogali, in Eritrea.

Il Monumento ai Caduti di Dogali è un monumento celebrativo a Roma dedicato ai caduti della battaglia di Dogali, oggi situato in viale Luigi Einaudi, nei pressi delle Terme di Diocleziano.

## Storia
Il monumento è dedicato ai caduti della colonna militare, dal tenente colonnello Tommaso Giovanni De Cristoforis e composta da 500 soldati italiani, che il 26 gennaio 1887 fu sconfitta nella battaglia di Dogali, vicino a Massaua, oggi in Eritrea, dai soldati etiopi di Ras Alula durante la guerra d'Eritrea. Nell'episodio morirono 413 soldati e 22 ufficiali italiani, ricordati nelle lapidi poste alla base del monumento. La sconfitta provocò alcune manifestazioni e incidenti nella capitale italiana durante i giorni successivi. La proposta di un monumento per celebrare la sconfitta italiana in una guerra coloniale fu messa in discussione da alcuni intellettuali dell'epoca, in particolare Giosuè Carducci, che rifiutò l'offerta del sindaco romano di comporre un'ode per il monumento, e Gabriele D'Annunzio, che nel terzo capitolo del libro terzo del suo romanzo Il piacere definisce i caduti italiani come "bruti uccisi brutalmente".
Inizialmente il monumento era stato alzato nel 1887 dall'architetto Francesco Azzurri davanti alla stazione Termini. Dal 1916 anche la piazza antistante la stazione Termini è dedicata ai 500 caduti di Dogali, col nome di piazza dei Cinquecento.
L'obelisco fu poi spostato nel 1925 nella collocazione odierna nei giardini di viale Principessa di Piemonte (attuale viale Luigi Einaudi), davanti alle Terme di Diocleziano, per il rifacimento della stazione ferroviaria. L'8 maggio 1937, anniversario della proclamazione dell'Impero italiano alla fine della guerra d'Etiopia, fu aggiunta anche la statua del Leone di Giuda, poi restituita al governo etiope nel 1960.
Il 15 giugno 1938 il giovane interprete eritreo Zerai Deres mise in atto davanti al monumento un atto di protesta contro l'occupazione italiana dell'Etiopia, ferendo diverse persone dopo essere stato interrotto in un atto di devozione al Leone di Giuda. Per tale motivo venne arrestato e in seguito internato nell'ospedale psichiatrico giudiziario di Barcellona Pozzo di Gotto, in cui rimase fino alla morte avvenuta nel 1945; tuttavia, vari storici contemporanei esprimono dubbi sull'effettiva instabilità mentale di Zerai. Per tale gesto Deres è considerato nella sua patria e in Etiopia un eroe nazionale. Il Leone di Giuda rimase a Roma fino al 1960, quando fece ritorno in Etiopia dopo i negoziati di Addis Abeba; in occasione della nuova inaugurazione il negus Hailé Selassié partecipò in divisa militare alla cerimonia, ricordando per l'occasione anche il gesto patriottico di Zerai Deres.
Anche a Dogali esiste un monumento che commemora la caduta dei soldati italiani.

## Descrizione
Il monumento è costituito da un obelisco egizio, uno dei tredici oggi presenti a Roma, e da un basamento che ospita sui quattro lati le lapidi con i nomi dei caduti su due colonne e raccolti secondo il grado militare di appartenenza. Il monumento è stato dedicato ufficialmente il 5 giugno 1887, in occasione della festa dello Statuto Albertino. L'opera è alta 16,92 metri nel complesso, compresa la stella sulla sommità.
L'obelisco fu realizzato durante il regno del faraone Ramses II e collocato nella città di Eliopoli, in Egitto. In seguito fu portato a Roma dall'imperatore Domiziano, che lo fece collocare come decorazione per l'Iseo Campense, come gli obelischi del Pantheon, della Minerva e quello di Boboli (che è a Firenze). L'obelisco fu rinvenuto nel 1883 dall'archeologo Rodolfo Lanciani presso la chiesa di Santa Maria sopra Minerva. Il solo monolite è alto 6,34 metri mentre con il basamento arriva a 16,92 metri.